# ジョアン・ミル
ジョアン・ミル・マイラタ (Joan Mir Mayrata, 1997年9月1日 - ) は、スペインのバレアレス諸島パルマ・デ・マヨルカ出身のオートバイレーサー。身長181 cm、体重68 kg。
2015年よりロードレース世界選手権に参戦。2017年のMoto3クラスチャンピオン。2019年よりMotoGPクラスにチーム・スズキ・エクスターから参戦し、2020年にMotoGPクラスチャンピオンを獲得した。

## 経歴

### 初期の活動
ミルは6歳の頃、初めて小型オートバイに乗ったが、同世代のライバルたちに比べ、レースキャリアの始まりは遅かった。父親はマヨルカ島でローラースケートショップを営んでおり、ミルの少年時代はローラースケートやスケートボード、キックスクーターと共にあった。やがて、世界GP125ccクラスのライダーだった叔父のジョアン・ペレロに影響され、10歳の頃からレースに取り組むようになった。チーチョ・ロレンソ（ホルヘ・ロレンソの父親）が運営するスクールや、バレアレス・モーターサイクル連盟のスクールでライディングの基礎を学び、バレアレス選手権やバンキアカップで経験を積んだ。
2013年より若手ライダーの登竜門、レッドブルMotoGPルーキーズカップに参戦。2014年は3勝を挙げ、ホルヘ・マルティンに次ぐランキング2位を獲得した。2015年はFIM CEVレプソルMoto3ジュニア世界選手権に参戦し、4勝を挙げてランキング4位。同年のMotoGP第16戦オーストラリアGPに尾野弘樹の代役として出場し、世界選手権Moto3クラスにデビューした。

### ロードレース世界選手権参戦

#### Moto3クラス
2016年、レオパード・レーシングよりMoto3クラスにレギュラー参戦を開始。前半戦は苦戦するも、第10戦オーストリアGPで初ポールポジションからポール・トゥ・ウィンで初優勝。後半戦はコンスタントに上位を走り、2位1回・3位1回を加え年間ランキング5位でルーキー・オブ・ザ・イヤーに選ばれた。
2017年はマシンをKTMからホンダ・NSF250RWにスイッチ。接戦でアクシデントの多いMoto3において全18戦中17戦でポイント獲得、うち優勝10回・2位2回・3位1回という卓越した成績を収め、ランキング2位に93点差をつけMoto3クラスチャンピオンを獲得した。軽量クラスで年間2桁勝利を記録したのは、125 cc時代のバレンティーノ・ロッシ（1997年11勝）とマルク・マルケス（2010年10勝）以来となる。

#### Moto2クラス
2018年はMoto2クラスにステップアップし、2017年王者フランコ・モルビデリの後継としてマークVDSレーシングチームに加入。4度の表彰台（2位2回・3位2回）、ランキング6位でルーキー・オブ・ザ・イヤーに選ばれた。
シーズン前半の第5戦フランスGP後に、早くも2019年からMotoGPクラスにステップアップすることを発表した。ミルはホンダと仮契約を交わしていたが、スズキから好条件のオファーを受け、Moto2クラスのタイトルを狙うよりも、最高峰のMotoGPクラスにファクトリーライダーとして昇格するチャンスを選択した
。

#### MotoGPクラス

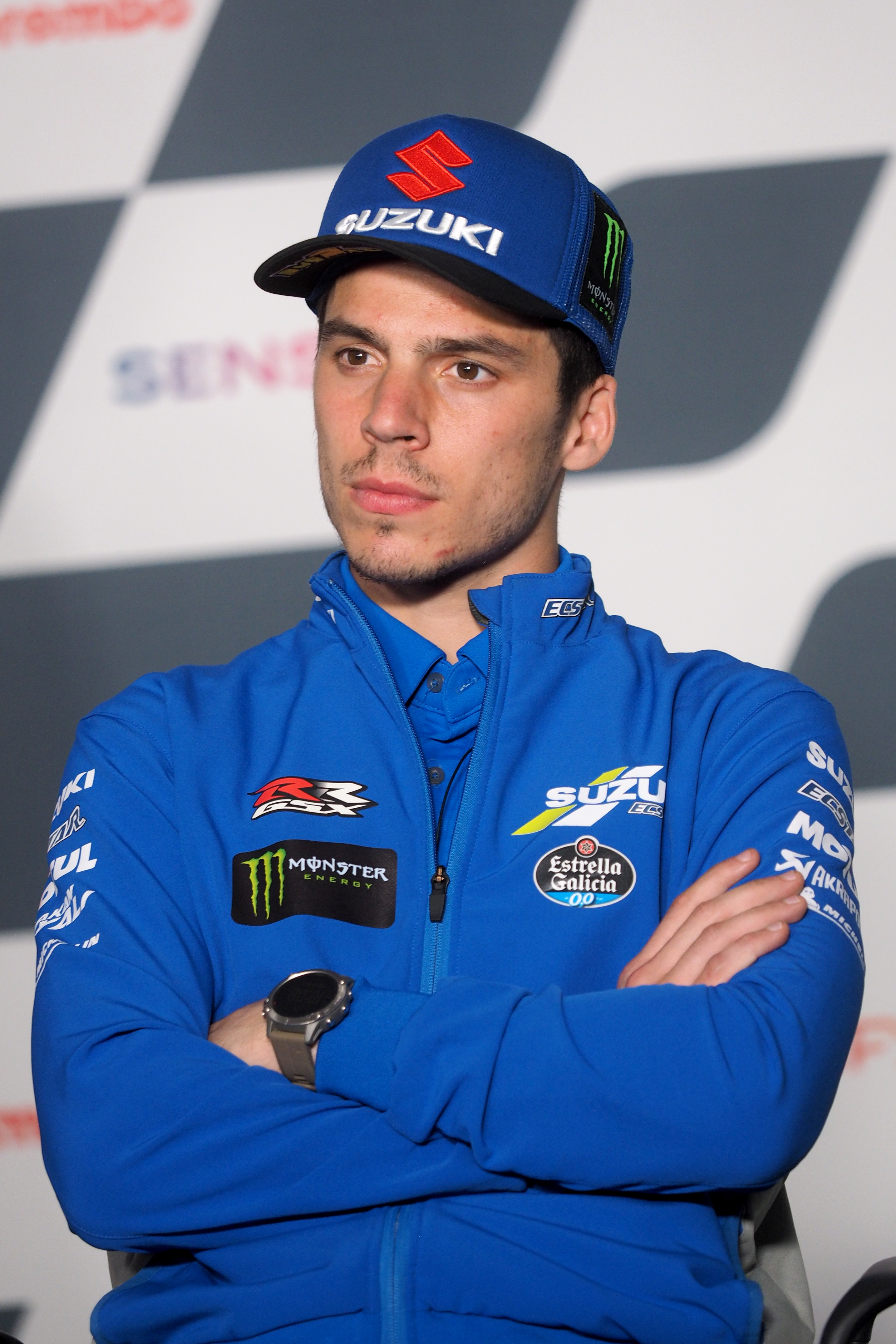
2021年

2019年はチーム・スズキ・エクスターへ加入し、アレックス・リンスのチームメイトとしてスズキ・GSX-RRをライディングする。第10戦チェコGP後のブルノテストで転倒し、肺挫傷のため2戦を欠場。復帰後は7戦連続ポイントを獲得し、オーストラリアGPでシーズン最高5位を記録。初年度をランキング12位で終える。2019年のルーキー・オブ・ザ・イヤーにはファビオ・クアルタラロ（ペトロナス・ヤマハSRT）が選ばれ、ミルの3クラス連続受賞はならなかった。
2020年も同じ体制で2年目のシーズンを迎えた。新型コロナウイルス感染症によるカレンダー再編、王者マルク・マルケス（レプソル・ホンダ）の長期欠場という混迷のシーズンにおいて、ミルは優勝争いに浮上する。序盤3戦で2度の転倒リタイアを喫したが、第5戦オーストリアGPで2位初表彰台を獲得。続くスティリアGPではレース中盤までトップを快走するも、赤旗中断・再スタートの時点で新品のフロントタイヤが残っておらず、4位に後退した。その後も表彰台の常連に定着し、アラゴンGP終了時点でクアルタラロを抜きポイントリーダーに立つ。第13戦ヨーロッパGP（バレンシア）ではMotoGPクラス初優勝をリンスとのワンツーフィニッシュで達成。続く第14戦バレンシアGPでシリーズチャンピオン獲得が決定した。グランプリレギュラー参戦開始から5年目、23歳75日での最高峰クラス制覇は史上7番目の若さ。また、2000年のGP500 ccクラスのケニー・ロバーツJr.以来20年ぶりにスズキのチャンピオンライダーとなり、同社の創業100周年・世界GP参戦60周年に花を添えた。
2021年はチャンピオンとして3年目のシーズンを迎えた。第9戦スティリアGPでファステストラップをマークする活躍を見せるが、王者ながらも未勝利のままランキング3位でシーズンを終えた。
2022年も同じ体制で4年目のシーズンを迎えた。しかし、スズキの撤退に伴って来シーズンのシートは不明のままになっていた。第13戦オーストリアGP時点では契約締結は近いと明かしていたが、8月30日にホンダと2年契約締結を発表。ワークスチームであるレプソル・ホンダにマルケスとの体制で戦っていくことが決まった。第14戦サンマリノGPではオーストリア戦の決勝レース時に右足首の距骨の小さな骨折と距骨靭帯を損傷し15日間の安静を要することとなったため欠場。渡辺一樹が代走することが決まった。

## 人物
スペイン語の"J"の発音から「ホアン・ミル」と表記される場合もあったが、本人は「ジョアン」が正しいとのこと。
出身地はホルヘ・ロレンソと同じマヨルカ島だが、憧れのライダーはバレンティーノ・ロッシだった。また、母国スペインのテニス選手ラファエル・ナダルがコート内外で見せるふるまいを尊敬している。
レース前の準備では必ず新品の青いパンツを履き、靴下やライディングスーツを右から着るというルーティンを通じて集中力を高めていく。
ステップアップの過程で苦戦する選手も多いなか、ミルは1年目に環境に慣れ、2年目にはチャンピオンを争うという適応力を示しており、「クレバーでハイレベルなライディングをコンスタントにできるライダー」と評価されている。2017年のMoto3タイトルを制したときは、ポールポジション1回ながら優勝10回を記録した。2020年は最高峰クラスでは史上最も少ないシーズン1勝でチャンピオンを獲得した（それまでの最少記録は2勝が4回）。ポールポジション0回でのチャンピオンは1992年のウェイン・レイニー以来28年ぶり。

## おもな戦績

### 世界選手権

#### シーズン別
| 年     | クラス | マシン           | チーム                 | 出走回数 | 勝利数 | 表彰台数 | PP | FL | ポイント | ランキング |
| ------ | ------ | ---------------- | ---------------------- | -------- | ------ | -------- | -- | -- | -------- | ---------- |
| 2015年 | Moto3  | ホンダ・NSF250R  | レオパード・レーシング | 1        | 0      | 0        | 0  | 0  | 0        | NC         |
| 2016年 | Moto3  | KTM・RC250GP     | レオパード・レーシング | 18       | 1      | 3        | 1  | 2  | 144      | 5位        |
| 2017年 | Moto3  | ホンダ・NSF250RW | レオパード・レーシング | 18       | 10     | 13       | 1  | 3  | 341      | 1位        |
| 2018年 | Moto2  | カレックス       | EG 0,0 Marc VDS        | 18       | 0      | 4        | 0  | 1  | 155      | 6位        |
| 2019年 | MotoGP | スズキ・GSX-RR   | チームスズキエクスター | 17       | 0      | 0        | 0  | 0  | 92       | 12位       |
| 2020年 | MotoGP | スズキ・GSX-RR   | チームスズキエクスター | 14       | 1      | 7        | 0  | 0  | 171      | 1位        |
| 2021年 | MotoGP | スズキ・GSX-RR   | チームスズキエクスター | 18       | 0      | 6        | 0  | 1  | 208      | 3位        |
| 2022年 | MotoGP | スズキ・GSX-RR   | チームスズキエクスター | 16       | 0      | 0        | 0  | 0  | 87       | 15位       |
| 2023年 | MotoGP | ホンダ・RC213V   | レプソル・ホンダ       | 15       | 0      | 0        | 0  | 0  | 26       | 22位       |
| 2024年 | MotoGP | ホンダ・RC213V   | レプソル・ホンダ       | 14       | 0      | 0        | 0  | 0  | 20*      | 20位*      |
| 合計   | 合計   | 合計             | 合計                   | 149      | 12     | 33       | 2  | 7  | 1244     |            |

#### クラス別
| クラス | 年        | デビュー戦           | 初表彰台           | 初勝利             | 出走回数 | 勝利数 | 表彰台数 | PP | FL | ポイント | タイトル |
| ------ | --------- | -------------------- | ------------------ | ------------------ | -------- | ------ | -------- | -- | -- | -------- | -------- |
| Moto3  | 2015-2017 | 2015年オーストラリア | 2016年オーストリア | 2016年オーストリア | 37       | 11     | 16       | 2  | 5  | 485      | 1        |
| Moto2  | 2018      | 2018年カタール       | 2018年フランス     |                    | 18       | 0      | 4        | 0  | 1  | 155      | 0        |
| MotoGP | 2019-現在 | 2019年カタール       | 2020年オーストリア | 2020年ヨーロッパ   | 94       | 1      | 13       | 0  | 1  | 604      | 1        |
| 合計   | 2015-現在 | 2015-現在            | 2015-現在          | 2015-現在          | 149      | 12     | 33       | 2  | 7  | 1244     | 2        |

#### 年別
| 年     | クラス | マシン     | 1       | 2       | 3       | 4       | 5       | 6       | 7       | 8       | 9       | 10      | 11     | 12      | 13      | 14      | 15      | 16      | 17      | 18      | 19      | 20      | 順位  | ポイント |
| ------ | ------ | ---------- | ------- | ------- | ------- | ------- | ------- | ------- | ------- | ------- | ------- | ------- | ------ | ------- | ------- | ------- | ------- | ------- | ------- | ------- | ------- | ------- | ----- | -------- |
| 2015年 | Moto3  | ホンダ     | QAT     | AME     | ARG     | SPA     | FRA     | ITA     | CAT     | NED     | GER     | IND     | CZE    | GBR     | RSM     | ARA     | JPN     | AUS Ret | MAL     | VAL     |         |         | NC    | 0        |
| 2016年 | Moto3  | KTM        | QAT 12  | ARG 5   | AME Ret | SPA 6   | FRA 25  | ITA 7   | CAT 8   | NED 8   | GER Ret | AUT 1   | CZE 8  | GBR 9   | RSM 3   | ARA 5   | JPN 9   | AUS Ret | MAL Ret | VAL 2   |         |         | 5位   | 144      |
| 2017年 | Moto3  | ホンダ     | QAT 1   | ARG 1   | AME 8   | SPA 3   | FRA 1   | ITA 7   | CAT 1   | NED 9   | GER 1   | CZE 1   | AUT 1  | GBR 5   | RSM 2   | ARA 1   | JPN 17  | AUS 1   | MAL 1   | VAL 2   |         |         | 1位   | 341      |
| 2018年 | Moto2  | カレックス | QAT 11  | ARG 7   | AME 4   | SPA 11  | FRA 3   | ITA 3   | CAT Ret | NED 5   | GER 2   | CZE Ret | AUT 8  | GBR C   | RSM 5   | ARA 6   | THA Ret | JPN 11  | AUS 2   | MAL 10  | VAL Ret |         | 6位   | 155      |
| 2019年 | MotoGP | スズキ     | QAT 8   | ARG Ret | AME 17  | SPA Ret | FRA 16  | ITA 12  | CAT 6   | NED 8   | GER 7   | CZE Ret | AUT    | GBR     | RSM 8   | ARA 14  | THA 7   | JPN 8   | AUS 5   | MAL 10  | VAL 7   |         | 12位  | 92       |
| 2020年 | MotoGP | スズキ     | SPA Ret | ANC 5   | CZE Ret | AUT 2   | STY 4   | RSM 3   | EMI 2   | CAT 2   | FRA 11  | ARA 3   | TER 3  | EUR 1   | VAL 7   | POR Ret |         |         |         |         |         |         | 1位   | 171      |
| 2021年 | MotoGP | スズキ     | QAT 4   | DOH 7   | POR 3   | SPA 5   | FRA Ret | ITA 3   | CAT 4   | GER 9   | NED 3   | STY 2   | AUT 4  | GBR 9   | ARA 3   | RSM 6   | AME 8   | MAL Ret | ALG 2   | VAL 4   |         |         | 3位   | 208      |
| 2022年 | MotoGP | スズキ     | QAT 6   | INA 6   | ARG 4   | AME 4   | POR Ret | SPA 6   | FRA Ret | ITA Ret | CAT 4   | GER Ret | NED 8  | GBR Ret | AUT Ret | RSM     | ARA DNS | JPN     | THA     | AUS 18  | MAL 19  | VAL 6   | 15位  | 87       |
| 2023年 | MotoGP | ホンダ     | POR 11  | ARG DNS | AME Ret | SPA Ret | FRA Ret | ITA DNS | GER     | NED     | GBR Ret | AUT Ret | CAT 17 | RSM Ret | IND 5   | JPN 12  | INA Ret | AUS Ret | THA 12  | MAL Ret | QAT 12  | VAL DNS | 22位  | 26       |
| 2024年 | MotoGP | ホンダ     | QAT 13  | POR 12  | AME Ret | SPA 12  | FRA Ret | CAT 15  | ITA Ret | NED Ret | GER 18  | GBR Ret | AUT 17 | ARA 14  | RSM WD  | EMI 11  | INA Ret | JPN Ret | AUS Ret | THA 15  | MAL     | VAL     | 20位* | 21*      |

* 現在進行中